# IC 1893
IC 1893 је спирална галаксија у сазвјежђу Ован која се налази на листи објеката дубоког неба у Индекс каталогу.
Деклинација објекта је + 19° 37' 1" а ректасцензија 3h 10m 16,5s. Привидна величина (магнитуда) објекта IC 1893 износи 15,7 а фотографска магнитуда 16,5.